# Gregori VII
|  | Per a altres significats, vegeu «Patriarca Gregori VII». |

Gregori VII, nascut Ildebrand de Soana (Soana, aproximadament el 1015 - Salern, 25 de maig de 1085), va ser el 157è papa de l'Església Catòlica des de 1073 fins a la seva mort.
Enviat molt jove a estudiar a Roma, va entrar en contacte amb els valors de la reforma cluniacenca probablement gràcies als ensenyaments de Lorenzo d'Amalfi i Giovanni Graziano, futur papa Gregori VI. Havent esdevingut, sota el papa Lleó IX, conseller papal, va començar a exercir una influència molt forta, fins al punt que sovint s'ha arribat a parlar de "reforma gregoriana" per indicar la transformació que s'està produint a l'església de l'època. El 22 d'abril de 1073 va ser elegit papa per aclamació, sense seguir les normes canòniques establertes, suscitant crítiques sobre la legitimitat que durarà durant tot el seu pontificat.
Durant el seu pontificat, Gregori VII es va dedicar enèrgicament a lluitar contra la simonia, el nicolaisme i, sobretot, a afirmar la primacia papal sobre el poder secular. Probablement el 1075 va escriure el famós Dictatus Papae, una sèrie de 27 afirmacions relatives a drets i prerrogatives que en les seves intencions havien d'atribuir-se al papa. La seva ferma intenció de robar el dret d'investidura al poder secular el va portar a un xoc, que va passar a la història com la "Lluita de les Investidures", que el va veure enfrontat al rei (i futur emperador) Enric IV de Francònia, aquest últim volent, però, restablir l'autoritat imperial. La lluita va resultar en fets dramàtics i sense precedents, amb Enrico que va venir a acomiadar Gregori i aquest va respondre excomunicant-lo. És emblemàtica l'anomenada "humiliació de Canossa" amb què el jove emperador pretenia demanar perdó al papa.
La lluita va acabar negativament per a Gregori, que el 1080 es va veure obligat a fugir de Roma i a salvar-se a Salern gràcies a la protecció del normand Robert Guiscard. Gregori hauria mort a l'exili el 1085, però la seva tossuda acció ja havia impactat profundament a l'Església i va canviar l'equilibri de poder amb el poder temporal. Considerat un dels papes més importants de la història, va contribuir indiscutiblement a configurar l'estructura de l'Església que, substancialment, es manté actualment, afavorint aquell procés de transformació que la va portar a adoptar la forma d'una monarquia teocràtica amb poder centralitzat. El culte que se li va concedir des de la seva mort va ser ratificat el 1606 pel papa Pau V, que va proclamar la seva santedat. La seva memòria litúrgica és el 25 de maig.

## Context històric

Europa cap al 1030, època en què Hildebrand va créixer

El papa Gregori VII va néixer a principis del segle xi.quan el món cristià occidental estava assolint el cim d'un període de relativa estabilitat política i creixement cultural, conegut com el "renaixement otonià", i de desenvolupament econòmic emmarcat en l'anomenat "renaixement de l'any 1000". L'afirmació de la dinastia otoniana amb Otó I de Saxònia, coronat emperador el 962, havia enfortit el poder centralitzat que va entrar en crisi amb la desintegració de l'Imperi Carolingi després del tractat de Verdun el 843. Otó II i Otó III havien perseguit l'ideal de renovatio Imperii sense, però, tenir ple èxit. Malgrat l'autoritat que els otonians van poder imposar, la societat europea encara es va mantenir fortament basada en el sistema feudal, caracteritzat per una fragmentació dels centres de poder. La situació política no havia canviat gaire fins i tot amb l'arribada de la dinastia sàlica, que va ascendir al tron imperial el 1027 amb Conrad II el Sàlic. Si a Alemanya el rei governava haver de fer front de vegades als diferents prínceps locals, sovint molt poderosos, mentrestant el sud d'Itàlia havia estat conquerida recentment pel poble normand, mentre que al regne de França a partir del 987 s'havia establert la dinastia dels Capet, que en l'època de Gregori governava un territori molt més reduït que a l'actual França. A Anglaterra, el 1066, Guillem el Conqueridor havia arrencat l'illa als anglosaxons.

## Del naixement al pontificat

### Orígens familiars

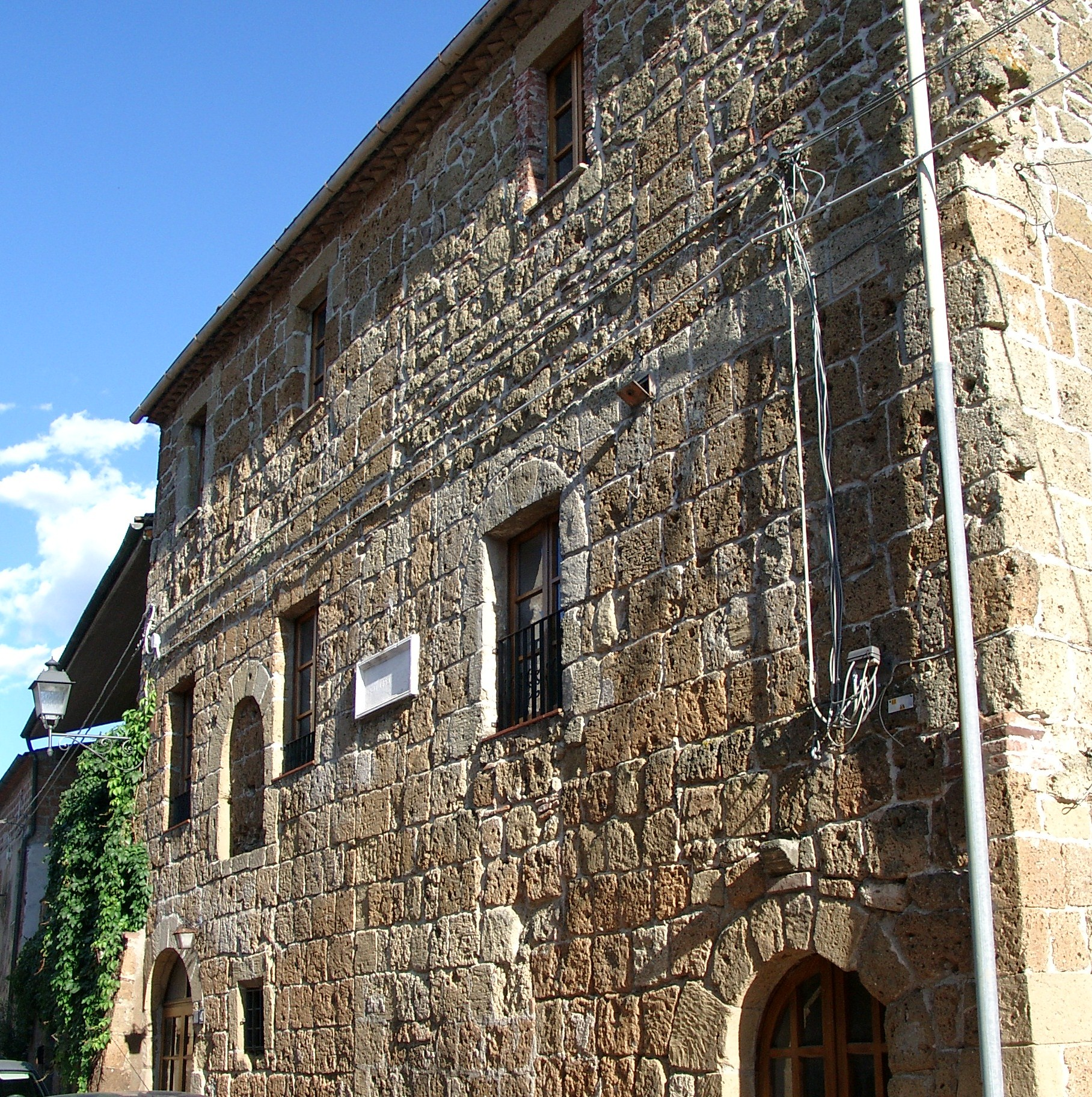
Casa natal d'Ildebrand a Sovana

Hi ha poques dades i són incertes sobre els orígens i la condició social de la família del futur papa Gregori VII. Se sap amb certesa que va néixer a Sovana, a la Toscana, en una data no especificada, però que probablement es posarà entre el 1015 i el 1020. El seu primer nom, Ildebrand, testimonia l'origen germànic de la seva família que sembla haver estat de modesta extracció i, segons algunes fonts, sens dubte amb la intenció de mostrar un cert paral·lelisme amb Jesús, el seu pare, un tal Bonizone (o Bonizo), hauria exercit la professió de fuster.

### Formació
El context en què va créixer Hildebrand es va caracteritzar per una autèntica crisi moral de l'església (un període conegut com a saeculum obscurum), desacreditat per la pràctica de compra i venda de càrrecs eclesiàstics (anomenada simonia) i per la difusió del concubinat o el matrimoni per la pertinença al clergat (nicolaisme), situacions freqüents sobretot a Itàlia, Alemanya i França. Com a resposta a aquesta situació, a finals del segle x s'havia iniciat una profunda reforma de l'església, que partia en particular del món monàstic, que tenia com a objectiu obtenir una major autonomia respecte al poder laic i imposar una moralització de la conducta, tant del clergat com de la classe de la cavalleria, gràcies a les iniciatives de pau de Déu i, posteriorment, a la treva de Déu. El moviment reformista va rebre el gran suport de la congregació cluniacenca (originària de l'abadia de Cluny), però no només: les abadies benedictines de Brogne, a Bèlgica, i de Gorze a la Lorena (famosa per la reforma de Gorze) també van ser protagonistes de la reforma.
Ildebrand va ser enviat molt jove a estudiar a Roma, on el seu oncle era prior de l'abadia cluniacenca de Santa Maria sull'Aventino, reformada al segle x per Odó de Cluny a instàncies d'Alberic II de Spoleto. Aquí Ildebrand va començar la seva formació eclesiàstica convertint-se, gairebé segurament, en monjo. Entre els seus mestres hi havia Lorenzo d'Amalfi i molt probablement també Giovanni Graziano, el futur papa Gregori VI, fervent partidari de la reforma. La instrucció donada al jove era majoritàriament mística i no filosòfica; dirigint-se més sobre els salms o als escrits del papa Gregori el Gran (el nom del qual assumirà ell i el seu mestre un cop esdevinguin pontífexs) en comparació amb els, per exemple, de sant Agustí.

### Capellà de Gregori VI
Quan Gregori VI va pujar al tron de Sant Pere, al jove Ildebrand se li va confiar el càrrec de capellà del Papa. El pontificat que va seguir va ser particularment turbulent i va acabar amb la intervenció militar de l'emperador Enric III de Francònia a Itàlia que, el 20 de desembre de 1046, amb motiu del sínode de Sutri, va retirar el pontífex, acusat de simonia, per imposar-lo al seu lloc el papa Climent II. L'any següent, Ildebrand va seguir al destituït Gregori VI en el seu exili a Alemanya i va romandre amb ell fins a la seva mort el 1048. Tot i que no estava del tot convençut d'abandonar Roma, la seva estada a Alemanya va resultar tenir un gran valor formatiu per a Ildebrand, sent fonamental per a la seva posterior activitat eclesiàstica.

### Conseller dels Papes

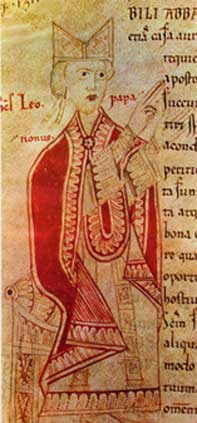
Papa Lleó IX

Mentrestant, alguns esdeveniments controvertits havien ocorregut a Roma: en una ràpida successió, havien mort els dos papes designats per l'emperador, Climent II i Damas II. Quan, el 1048, Brunone di Toul va ser proclamat papa, Hildebrand el va convèncer per treure's la túnica episcopal per anar a la capital del cristianisme com a simple pelegrí, demanant la renovació i la confirmació del seu nomenament al clergat i al poble. Els romans van acollir positivament aquesta demostració d'humilitat i Brunone va poder ser elevat, l'1 de febrer de 1049, al tron papal amb el consentiment de tots, assumint el nom papal de Lleó IX. A petició explícita del nou pontífex, Ildebrand va ser convidat a tornar a Roma, cosa que va fer el 1049 encara que de mala gana, iniciant una carrera que el portaria a ser un dels eclesiàstics més influents.
De fet, poc després de la seva elecció, va ser nomenat sotsdiaca i se li va assignar la tasca d'administrar les finances de la Santa Seu, que en aquell moment va caure en una situació desastrosa. Gràcies a aquest càrrec, va poder exercir una notable influència sobre el papa, tant que els historiadors han assenyalat sovint que els actes més importants del pontificat de Lleó IX es van dur a terme només seguint la seva opinió. La influència d'Ildebrand no va acabar amb la mort de Lleó, sinó que va continuar sent un conseller autoritzat també dels seus successors. D'aquesta manera va poder ser un dels protagonistes de la reforma en curs, tant que més tard alguns historiadors l'anomenaran "reforma gregoriana", vint-i-cinc anys abans que ell mateix esdevingués papa. Gràcies als seus consells, els òrgans del govern papal es van reorganitzar segons el model imperial i es va confiar als cardenals nombrosos i importants càrrecs; a més, el col·legi cardenalici, un cop reservat exclusivament per a membres de famílies nobles romanes, també estava obert als "estrangers" demostrar el caràcter universal de l'Església i, alhora, eliminar aquests nomenaments de possibles vendes.
El 1054 Ildebrand va ser enviat com a legat papal a França per investigar l'heretgia de Berenguer de Tours, que afirmava que només hi havia una presència espiritual de Crist a l'eucaristia. Berenguer va ser derivat al Concili de Tours del 1055, presidit pel mateix Ildebrand, amb motiu del qual va decidir fer una professió de fe on va reconèixer la transubstanciació del pa i del vi al cos i la sang de Crist.

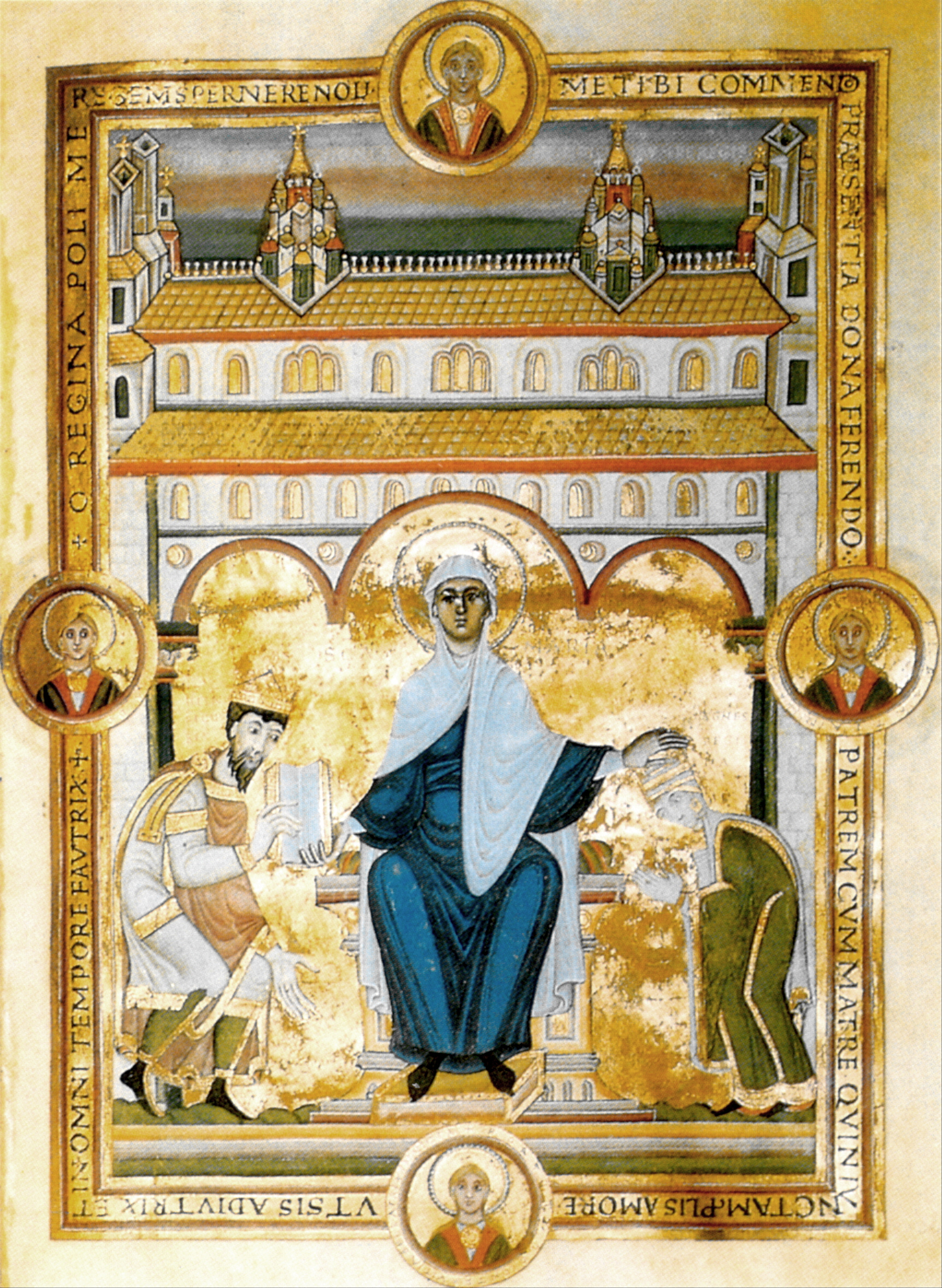
Enric III i Agnès de Poitou

Lleó IX va morir el 1054 i una delegació romana a la qual pertanyia també Ildebrand va anar a la cort imperial alemanya per negociar la successió, donat el Privilegium Othonis, per convèncer Enric III de triar Gebhard dels comtes de Calw, més tard conegut com el Víctor II, com a successor. D'aquesta manera, per tant, el partit reformador va romandre en el poder a la Santa Seu, tot i que el papa va continuar sent nomenat per l'emperador. Després de la mort d'Enric, el jove fill de sis anys va ser elegit emperador amb el nom d'Enric IV de Francònia, però es va imposar la regència temporal d'Agnès de Poitou, vídua del difunt. Tot i que aquest darrer s'acostava al moviment cluniacenc, la seva debilitat provocà dificultats per a la causa reformista, havent de sotmetre's a la influència dels nobles que l'obligaren a nomenar prelats a les persones que ells indiquessin.
Quan va morir Víctor II, Frederic dels ducs de Lorena (Esteban IX) va ser elegit papa el 1057 sense consulta prèvia amb la cort imperial alemanya. Ildebrand i el bisbe de Lucca, Anselm da Baggio, van ser enviats a Alemanya per assegurar-li, tot i que tard. El pontificat d'Esteve IX fou tanmateix curt: va morir abans del retorn d'Ildebrand i, amb l'elecció precipitada de Giovanni Mincio (antipapa Benet X), Velletri, l'aristocràcia romana va fer un darrer intent de recuperar la influència perduda. La superació de la crisi va ser essencialment obra d'Ildebrand, que va obtenir el suport del poderós noble Godofreu el Barbut que va permetre l'entrada a Roma d'un papa legítimament elegit en la persona de Gerard de Borgonya, bisbe de Florència, amb el nom de papa Nicolau II. També s'han d'atribuir dues importants orientacions polítiques a la influència d'Ildebrand, que va caracteritzar el pontificat de Nicolau II i va guiar l'obra de la Santa Seu durant les dècades següents: l'acostament amb els normands al sud d'Itàlia i l'aliança amb els pobres, i en conseqüència, moviment antigermànic, dels Patarins al nord d'Itàlia.

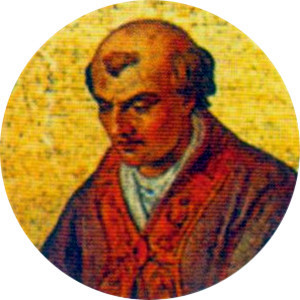
El papa Nicolau II, durant el seu pontificat es va promulgar la butlla In nomine Domini, que establia que l'elecció del papa era exclusiva del col·legi cardenalici

Entre els seus primers actes, el nou papa va fer promulgar la butlla papal In nomine Domini, que va traslladar l'elecció del papa al Col·legi de Cardenals, eliminant-la així dels nobles i del poble de Roma. Els historiadors especulen que l'autor real d'aquest decret va ser en realitat el mateix Ildebrand. També en aquest període, Ildebrand va ser nomenat abat de San Paolo fuori le mura, títol que conservarà fins i tot després de la seva elecció com a papa. Els historiadors coincideixen en la forta personalitat d'Ildebrand, descrita com "que no hi havia ombres, sinó només l'ultimàtum, negre o blanc, i el seu caràcter brusc li va valer pocs amics "però sense oblidar el seu fervor i passió per la religió i la seva plena adhesió a la reforma a la qual va dedicar la seva vida. La seva capacitat d'influir en l'entorn que l'envoltava també va ser reconeguda pels seus contemporanis, el teòleg Pier Damiani, per exemple, el va descriure com «un ferro inútil, però, com un imant, capaç d'arrossegar tot això darrere seu. Que compleix" o, de nou, com "un tigre que es prepara per saltar, o un vent dur del nord».
Quan Nicolau II va morir i fou succeït per Alexandre II (1061-1073), Ildebrand apareixia cada cop més com l'ànima de la política de la cúria als ulls dels seus contemporanis.

### Elecció al soli pontifici
L'endemà de la mort d'Alexandre II, el 21 d'abril de 1073, mentre es feia el funeral, el poble romà va aclamar Ildebrand com a nou papa i, el mateix dia, va ser portat a San Pietro in Vincoli i legalment elevat pels cardenals presents a la dignitat pontifícia, amb el nom papal de Gregori VII. Aquest mètode d'elecció, no previst pel Decretum in electione papae publicat uns anys abans, serà contestat amargament pels opositors d'Ildebrand, en particular per Guibert de Ravenna (futur antipapa). A més, Gregori no va escriure al rei dels romans Enric IV per notificar-li la seva elecció, com que no volia per tant, concedir al poder temporal el dret de controlar les eleccions papals. El 22 de maig, el nou papa va rebre l'ordenació sacerdotal i el 30 de juny la consagració episcopal.

## El pontificat

Durant el seu pontificat, Gregori VII va enviar 438 cartes. Aquest mapa mostra les destinacions dividides per anys

Durant tot el pontificat, Gregori es va dedicar a continuar amb la reforma de l'església, lluitant contra els que creia que eren els grans problemes que l'afligien, és a dir, l'hàbit generalitzat del clergat de casar-se o practicar el concubinat (l'anomenat nicolaisme), dels oficis religiosos (simonia) i el costum de la investidura episcopal (l'elecció i el nomenament de bisbes i abats) per part del poder laic; la lluita contra aquest últim el portarà a un ferotge enfrontament amb l'emperador Enric IV de Francònia. La gran correspondència que va deixar Gregori VII (438 cartes) il·lustra quins principis van guiar la seva acció reformadora des del principi i són les fonts històriques fonamentals per reconstruir el seu pontificat. La majoria d'aquestes cartes, enviades per Gregori als poderosos de l'època, a les comunitats religioses i monàstiques i a les comunitats civils, es conserven al registre al qual cal afegir les anomenades Epistolae vagantes. Aquí teniu alguns fragments:
| «                                                   | "Si, doncs, amb els ulls de l'esperit miro cap a l'oest, sud o nord, difícilment puc trobar bisbes legítims per elecció i per la forma de vida, que es deixin guiar ... per l'amor de Crist i no per ambició mundana. No conec cap dels prínceps seculars que posi l'honor de Déu davant el seu i la justícia sobre l'interès " | » |
| — (Carta a Hug, abat de Cluny, 22 de gener de 1075) | |   |

Si la decadència de l'Església també s'hagués determinat en gran manera pel nomenament de bisbes indignes, escollits només sobre la base de la contribució pagada a les arques reials o imperials, no s'hauria d'ocultar, però, que això també es devia a la pusil·lanimitat del bé:
| «                                | Hi ha poques persones bones que siguin capaços de servir Déu fins i tot en temps de pau. Però molt poques són les que, per amor seu, no temen la persecució o estan disposades a oposar-se decididament als enemics de Déu. Per tant, la religió cristiana, per desgràcia, ha desaparegut gairebé. ., mentre l'arrogància dels malvats ha crescut | » |
| — (Carta als monjos de Marsella) | |   |

D'aquí el deure de promoure diferents comportaments, d'una banda, animant els bisbes i abats a oposar-se a les pràctiques simoníaques, de l'altra, exhortant els reis i els alts senyors feudals a no extorcar diners: aquest és el contingut de moltes cartes de la correspondència. També calia donar un bon exemple, és a dir, donar suport a un dur enfrontament amb el jove rei dels romans Enric IV, que estava envoltat de bisbes excomunicats i conscient del fet que el seu pare havia destituït i elegit més d'un papa. Gregori no va tenir cap dificultat per avaluar el perill:
| «                                                                | Comprendreu el perill que és actuar contra ells [els bisbes] i el difícil que és resistir-los i frenar-ne el mal | » |
| — Carta al bisbe Lanfranco de Canterbury, finals de juny de 1073 | |   |

### Lluita pel celibat eclesiàstic

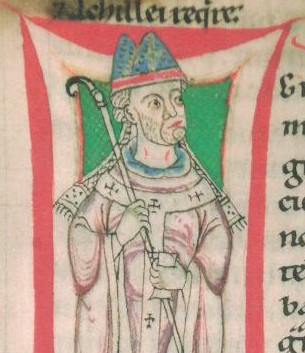
El papa Gregori VII en una miniatura continguda a la Vita Gregorii VII

Entre les seves primeres iniciatives, Gregori VII, va lluitar contra el nicolaisme, o la pràctica freqüent del clergat per casar-se o practicar el concubinat. Ildebrand considerava que el celibat eclesiàstic formava part indissoluble de l'ideal sacerdotal, considerant que era essencial que el clergat es dediqués únicament a l'església, sense les distraccions d'un vincle familiar i social. Al sínode quaresmal del 1075, Gregori VII va arribar a establir que un prevere, ja fos casat regularment o concubinari, hauria de ser alleujat de l'acompliment del seu ministeri i privat de qualsevol benefici eclesiàstic fins que hagués fet penitència i canviés el seu estil de vida acceptant el celibat.
Aquestes disposicions van rebre objeccions de molts sacerdots alemanys i els bisbes vergonyats, especialment a Alemanya, no van mostrar cap rapidesa a l'hora de posar en pràctica les decisions conciliars. Per tant, el papa, dubtant del seu zel, va ordenar als ducs de Suàbia i Caríntia que impedissin forçadament als sacerdots rebels l'ofici. Els bisbes Teodoric de Verdun i Enric d'Espira van retreure-li que, amb aquesta decisió, afeblís l'autoritat episcopal davant el poder secular. Al principi, l'emperador Enric IV, ja ocupat per afrontar la revolta dels seus grans senyors feudals, va intentar calmar el conflicte proposant ser conciliador entre els llegats papals i els bisbes alemanys.

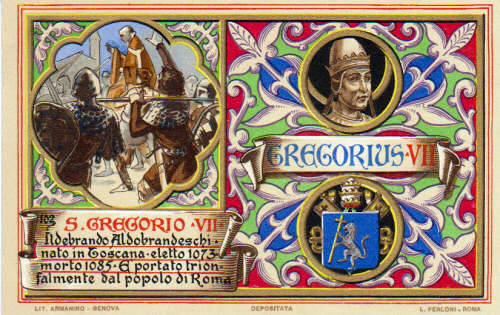
Gregori VII amb el seu escut heràldic

A Espanya, sota la pressió del legat papal, el concili de Burgos del 1080 va ordenar que els sacerdots casats renunciessin a les seves dones, però aquesta disposició només es posaria en pràctica al segle xiii durant el regnat d'Alfons X de Castella en el qual va procedir. castigar severament el matrimoni sacerdotal. A Aragó i alguns comtes particulars, com Bernat II de Besalú, no s'hi oposen.
A França i Anglaterra, les coses van resultar encara més difícils. El sínode de París del 1074 va declarar intolerables i no raonables els decrets romans (" importbilia ideoque irrationabilia ") i, fins i tot si el Concili de Poitiers de 1078 va acceptar la disposició del papa Gregori, els bisbes difícilment podrien posar-los en pràctica, ja que no podien compten amb el suport indispensable de les autoritats seculars, i així van continuar els matrimonis entre clergues. A través del Canal, Guillem el Conqueridor no va fer res per fer complir la reforma i Lanfranc de Canterbury no va poder impedir que el concili de Winchester autoritzés sacerdots casats el 1076 que mantinguessin les seves dones. El Concili de Londres de 1102, sota la inspiració d'Anselm, va ordenar l'anul·lació dels matrimonis però sense prescriure sancions. El segon concili de Londres, celebrat sis anys després, no va tenir cap altre resultat que agreujar el desordre moral del clergat.

### Lluita per les investidures

#### L'enfrontament amb Enric IV i el sínode de 1075

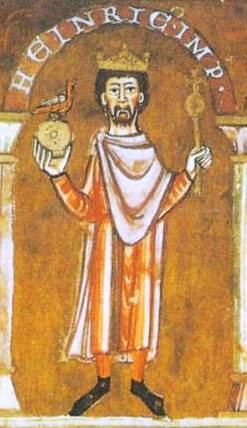
L'emperador Enric IV de Francònia en una miniatura a l'Evangeli de l'abadia de Sant Emmerà

En les relacions amb els sobirans i els grans senyors feudals, Gregori VII pretenia protegir la independència de l'Església del poder laic i per perseguir aquest objectiu va emprendre negociacions també recolzades per alguns bisbes de l'imperi. L'objectiu de Gregori era "imposar a l'església un model organitzatiu de tipus monàrquic i sobre la dessacralització del càrrec imperial". Pel que fa a les relacions amb el Sacre Imperi Romanogermànic, després de la mort d'Enric III, la monarquia alemanya es va veure greument afeblida i el seu fill Enric IV va haver d'enfrontar-se a grans dificultats internes. Aquesta situació va ser sens dubte favorable al papa.
Gregori va decidir immediatament resoldre una qüestió de dret canònic amb Enric abans de procedir a la seva coronació com a emperador: cinc consellers reials van ser excomunicats, però van continuar assistint a la cort. Enric, per tant, va acordar dissoldre les relacions amb ells i, el maig de 1074, va fer un acte de penitència a Nuremberg en presència dels legats papals, jurant obediència al papa i prometent suport a la reforma de l'Església. Aquesta actitud conciliadora fou, però, aviat abandonada per Enrico per perseguir l'objectiu de reafirmar el seu poder.
El 1075, amb motiu del tradicional sínode quaresmal celebrat a Roma, Gregori va llançar un anatema contra la investidura dels eclesiàstics pels laics, indicant-la com a pecadora. Es creu que aquesta forta condemna va representar el punt d'inflexió entre les relacions entre el pontífex i la cort alemanya. Independentment d'aquestes declaracions pontificals i incomplint els seus compromisos, el setembre del mateix any, Enric IV va investir el clergue Tedaldo com a arquebisbe de Milà; també va nomenar els bisbes de Fermo i Spoleto Aquests actes, realitzats per l'emperador amb l'objectiu de crear una xarxa d'alta eclesiàstica fidel, en contrast obert amb Gregori, es considera l'inici del que passarà a la història com la "Lluita de les investidures".
En resposta a la insubordinació d'Enric, el desembre del mateix any Gregori li va enviar una dura carta en què l'instava a obeir:
| « | El bisbe Gregori, servent dels servents de Déu, envia les seves salutacions i la seva benedicció apostòlica al rei Enric, a condició, però, que obeeixi la seu apostòlica, com correspon a un rei cristià. | » |

Gregori va considerar a Enric culpable de no haver obeït l'Església, com a culpable d'haver invertit les diòcesis de Milà, Fermo i Spoleto, "suposant que una església pot ser atribuïda o donada per un home" a desconeguts sense tenir-ne el dret i, per tant, tenir va fracassar en el seu compromís d'abstenir-se de les investidures eclesiàstiques. Però la situació anava molt més enllà de la mera qüestió d'investidura, el que estava en joc era el destí del dominium mundi, la lluita entre el poder sacerdotal i el poder imperial. Els historiadors del segle xii ja es van adonar de l'abast d'aquests esdeveniments i van anomenar aquesta controvèrsia Discidium inter sacerdotium et regnum.

#### ElDictatus Papae

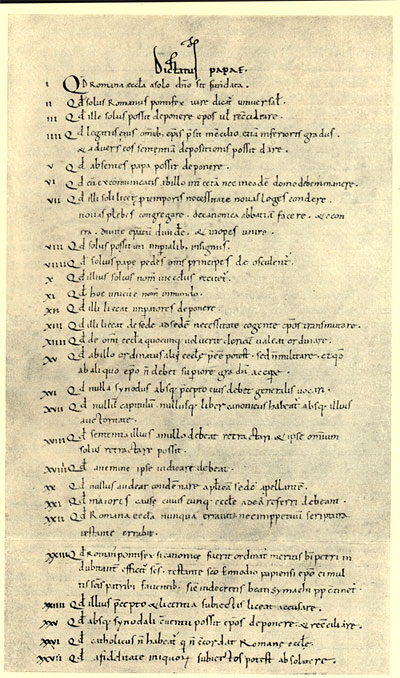
Dictatus Papae

Es creu que el 1075 Gregori VII va escriure el famós Dictatus Papae ("afirmacions de principi del papa"), una col·lecció de vint-i-set proposicions numerades, potser un document programàtic o un índex d'una obra més gran mai acabada, cadascuna de les quals enuncia un poder o dret específic del pontífex romà. En realitat, la data exacta d'aquesta obra no és certa, la ubicació tradicional el 1075 es deriva del fet que es va inserir entre dues missives datades al març d'aquell any però, tot i que no hi ha certeses al respecte, ni tan sols hi ha motius això pot suggerir que aquesta cita és incorrecta. Aquest controvertit document expressa la visió teocràtica de Gregori VII: la superioritat de l'institut pontifici sobre tots els sobirans laics, inclòs l'emperador, és indiscutible, contrarestant així el cesaropapisme, és a dir, la interferència del poder polític en el govern de l'Església. Segons aquest dictat, l'autoritat del pontífex deriva directament de Déu "per la gràcia del príncep dels apòstols" (Sant Pere), i és en virtut d'aquesta gràcia que el papa exerceix el poder absolut de lligar i deslligar.
Segons el que es desprèn del Dictatus, la relació entre Estat i Església va haver de ser completament anul·lada pel que fa al statu quo: ja no era l'emperador qui aprovava el nomenament del papa, sinó que era el papa qui tenia el dret de donar-li a l'emperador el seu poder i, possiblement, revocar-lo. De nou, segons les declaracions expressades, l'obediència a l'Església ha de ser absoluta, qui no ho compleixi és pràcticament considerat heretge i, per tant, susceptible d'excomunió. Alguns historiadors han destacat com l'esperit d'aquesta legislació és un intent de recuperar la doctrina dels dos poders establerta pel papa Gelasi al segle v, segons el qual tot cristianisme, eclesiàstic i laic, havia de ser sotmès al poder judicial del pontífex romà; per a Gregori "la dignitat apostòlica era el sol, que la lluna era el rei". El Dictatus Papae, qualsevol que sigui la seva naturalesa (document programàtic o l'índex d'una obra major), així resumeix les característiques del procés ja en marxa, accelerada per la política de Gregori VII, que tendien a transformar l'Església en una de monarquia teocràtica de fet, amb un fort poder centralitzat, en detriment de la independència de les diòcesis.
El 1076, Gregori VII, en la sentència de suspensió dels poders d'Enric IV com a rei dels romans i rei d'Itàlia, aplicarà els articles XII i XXVII del document.

#### Sínode de Worms i deposició de Gregori

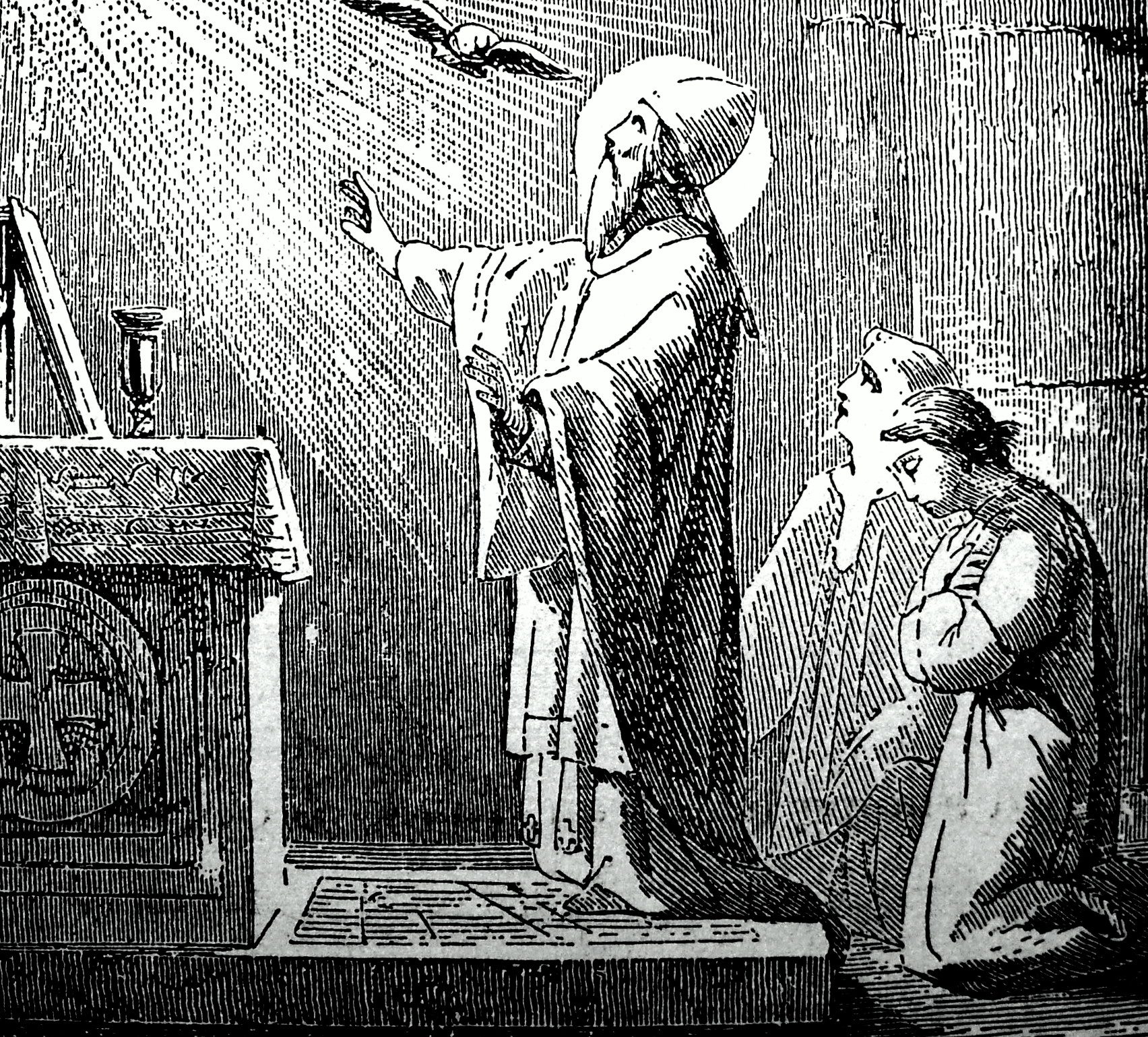
Gregori VII diu missa, il·lustració del 1878.

Al llarg del 1075, Enric IV va continuar impartint les investidures dels bisbes alemanys, tot i que ja no va acceptar ofertes de diners. Com es va esmentar, el xoc entre les dues institucions va resultar del nomenament de l'arquebisbe de Milà, una seu molt important per a les relacions entre l'Església i l'imperi. En ser la ciutat llombarda tradicionalment propera a l'emperador, l'arquebisbe tenia sovint un paper de mediació entre el papa i el rei dels romans. El 1074 tant el papa com Enric IV havien aprovat el nomenament d'Attone, un clergue proper a la patària. L'any següent, aprofitant la debilitat dels pataris, Enric va nomenar Tedald de Castiglione. Gregori VII va protestar amb una dura carta, datada el 8 de desembre de 1075, acusant Enric d'haver continuat escoltant els cinc consellers excomunicats.
A finals del 1075 Gregori VII va patir un atac: mentre celebrava missa a l'església ad nivem, avui Santa Maria Major, va ser segrestat per aquest Cencio però immediatament alliberat gràcies a l'ajut dels fidels. D'aquesta manera, Enric IV va deduir que el papa ja no tenia el favor dels romans i que vivia un període de debilitat. Convicció reforçada per la certesa que el poderós Robert d'Altavilla, excomunicat, no intervindria en defensa del papa en cas d'atac a Roma. Per tant, el rei alemany tenia previst donar el cop decisiu convocant un concili de bisbes d'Alemanya a Worms pel 24 de gener de 1076. Gregori tenia molts enemics entre els eclesiàstics alemanys, entre els quals hi havia el cardenal Hug de Remiremont, conegut com Càndid, un cop al seu costat, però ara el seu oponent. Al consell, Ugo va formular una sèrie d'acusacions contra el papa, que van ser ben rebudes per l'assemblea. En la declaració final es va afirmar que Gregori no es podia considerar papa legítim i que els bisbes alemanys ja no acceptaven el deure d'obediència cap a ell. La sentència de deposició se li va donar a conèixer mitjançant una carta a Enric en la qual se li convidava a dimitir:
| « | Enric, rei, no per usurpació, sinó per la justa ordenança de Déu, a Ildebrand, que ja no és el papa, sinó que ara és un fals monjo […] Vos a qui colpejem tots els bisbes i jo amb la nostra maledicció i la nostra condemna, dimitiu, deixeu aquesta seu apostòlica que us heu arrogat. […] Jo, Enric, rei per la gràcia de Déu, et declaro amb tots els meus bisbes: fora, fora! | » |

La sentència feia referència a un passatge de la carta de Sant Pau als gàlates, "si algú us predica un evangeli que no sigui el que heu rebut, que sigui anatema!", Insinuant així que Gregori fins i tot es podria equiparar amb fals profetes. El concili va enviar dos bisbes a Itàlia que van obtenir un acte de deposició dels bisbes llombards reunits en un sínode de Piacenza. Els bisbes alemanys van justificar la deposició de Gregori donant suport a la suposada irregularitat de la seva elecció, que va tenir lloc per aclamació popular i no segons els cànons. També es va argumentar que Gregori havia jurat anteriorment que mai no acceptaria l'ofici papal i que es relacionaria íntimament amb algunes dones, potser una referència a les seves relacions amb la comtessa Matilde de Canossa.

#### Sínode quaresmal del 1076 i l'excomunió d'Enric IV

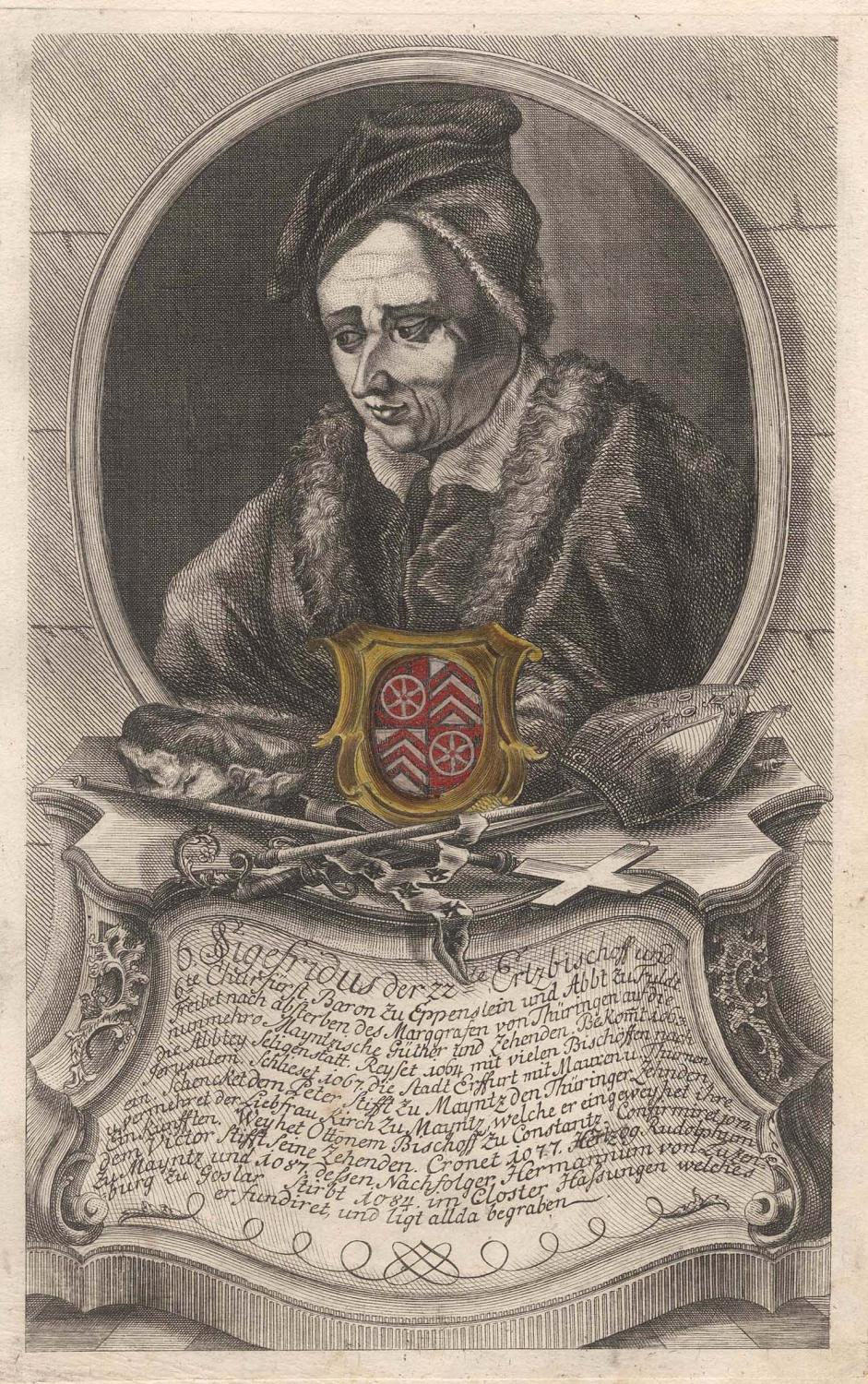
L'arquebisbe Sigfrid I de Magúncia, aliat d'Enric IV durant el sínode de Worms, va ser excomunicat per Gregori VII

Un clergue de l'església de Parma, Rolando, va informar el papa d'aquestes decisions durant el sínode tradicional quaresmal reunit a la basílica del Laterà entre el 14 i el 20 de febrer de 1076. La resposta de Gregori no es va fer esperar i l'endemà va renunciar als concilis cismàtics de Worms i Piacenza, excomunicant l'arquebisbe de Magúncia Sigfrid I, com a president dels primers. Després d'haver reivindicat la legitimitat del seu pontificat, va pronunciar una sentència d'excomunió contra Enric IV, despullant-lo de la seva dignitat reial i, al mateix temps, alliberant els seus súbdits dels juraments de lleialtat jurats al seu favor.
Per primera vegada, un papa no només va excomunicar un sobirà, sinó que el va impedir exercir el seu poder. A diferència del que havia fet Enric, però, Gregori no va sancionar formalment la deposició del monarca, sinó que el va considerar suspès fins que es penedís. Que això realment produís efectes o continués sent una vana amenaça no depenia tant de Gregori com dels súbdits d'Enric i, sobretot, dels prínceps alemanys. Els documents de l'època suggereixen que l'excomunió del rei va crear una profunda impressió i divisió entre els cristians, ja que estaven acostumats a una concepció teocràtica i sagrada del rei.
El decret va arribar a Enric a Utrecht la vigília de Pasqua, el 26 de març. La seva reacció va ser immediata: aquell mateix dia va respondre amb una carta molt dura. Va definir Gregori "no papa, sinó un fals frare", el va declarar destituït i, dirigint-se als romans en la seva condició de patrici, els va demanar que l'abandonessin i elegissin un nou pontífex.
Trenta anys abans, Enric III havia destituït, al concili de Sutri, tres papes en conflicte entre ells; el seu fill Enric IV havia imitat aquest procediment, però no va tenir tant èxit. Al contrari, l'excomunió de Gregori va produir un efecte sensacional a Alemanya: entre els bisbes alemanys es va produir un canvi de sentiment ràpid i general a favor de Gregori, mentre que els prínceps seculars van aprofitar per perseguir les seves reivindicacions antireials. la respectabilitat que proporciona la decisió papal. Quan el dia de Pentecosta el rei va proposar discutir les mesures que s'havien de prendre contra Gregori en un consell amb els seus nobles, només van aparèixer uns quants. Una segona convocatòria a Mainz, el 15 de juny, va quedar deserta. Els saxons ho van aprofitar per recuperar-se i el partit antireialista va augmentar cada vegada més la seva força. Només la Llombardia es va mantenir fidel a Enric.

#### La reunió de Canossa

Enric IV penitent davant la comtessa Matilda de Canossa i Hug de Cluny

El 16 d'octubre, una dieta de prínceps i bisbes es va reunir a Trebur, una ciutat del Rin a Hessen, per examinar la posició del rei, a la qual també va assistir el llegat papal Altmann de Passau. Els prínceps van declarar que Enric havia de demanar perdó al papa i comprometre's amb l'obediència; també van decidir que si en un any i un dia després de la seva excomunió (és a dir, el 2 de febrer de l'any següent) la sentència continuaria vigent, el tron es consideraria vacant. Preocupat, Enric IV va emetre una promesa per escrit d'obeir la Santa Seu i complir la seva voluntat. Els prínceps van establir que se celebraria el febrer de 1077 a Augsburg, a Baviera, una dieta general del regne presidida pel mateix papa. En aquella ocasió es pronunciaria la sentència definitiva sobre Enric.
Gregori VII va ratificar l'acord i va planejar el viatge a Alemanya. Enric, que necessitava l'absolució papal, va decidir anar a conèixer Ildebrand i va marxar al desembre pels Alps coberts de neu. Atès que els seus oponents, Rodolf de Suàbia i Bertold I de Zähringen, li van impedir l'accés als passos alemanys, l'emperador es va veure obligat a passar pel pas del Mont Cenis.
Mentrestant, el papa ja havia abandonat Roma i el 8 de gener de 1077 va arribar a Màntua, a les possessions de la comtessa Matilde. A partir d'aquí se suposava que la comtessa l'acompanyaria fins als Chiuse de Verona, on trobaria l'escorta dels prínceps alemanys fins a Augusta, però la gelada d'aquell any va frenar el seu viatge. Gregori es va assabentar que Enric anava a trobar-lo i que els llombards l'havien acollit amb entusiasme, que també li va proporcionar una escorta armada. El papa, en canvi, sense protecció armada, no se sentia segur a Llombardia i, per tant, va decidir retirar-se i recórrer els seus passos, aturant-se a Canossa, a la zona de Reggio, com a convidat de Matilde.
Gràcies a la intercessió de la comtessa i del padrí d'Enric Hug de Cluny, Gregori va acordar conèixer l'emperador el 25 de gener de 1077, festa de la conversió de Sant Pau. Les cròniques expliquen que Enric va aparèixer davant del castell de Canossa amb l'hàbit d'un penitent i al cap de tres dies Gregori va revocar la seva excomunió, només cinc dies abans de la data límit fixada pels prínceps contraris. La imatge d'Enric que va a Canossa en actitud de penitència humil es basa essencialment en una font principal, Lambert de Hersfeld, fort defensor del papa i membre de la noblesa de l'oposició. La penitència era, en tot cas, un acte formal realitzat per Enric i que el papa probablement no podia negar; apareix avui com una intel·ligent maniobra diplomàtica, que va donar a l'emperador llibertat d'acció tot limitant la del papa. No obstant això, és segur que, a la llarga, aquest esdeveniment va donar un fort cop a la posició de l'Imperi alemany.

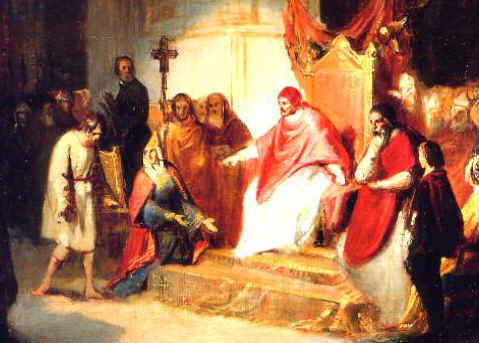
Enric IV en penitència davant Gregori VII a Canossa, en presència de Matilda, en un quadre de Carlo Emanuelle.

No obstant això, l'absolució de l'excomunió va ser el resultat d'una negociació prolongada i només va tenir lloc després de l'assumpció de compromisos específics per part del rei. Gregori VII va afirmar la suprema autoritat papal sobre el poder laic, atribuint-se a si mateix l'autoritat per establir les condicions en què podia exercir el poder i en què els súbdits eren cridats a obeir-lo. Va ser amb reticència que Gregori va acceptar el penediment perquè, en concedir l'absolució, la dieta dels prínceps d'Augusta, en què tenia esperances raonables d'actuar com a àrbitre, esdevindria inútil o, si aconseguia reunir-se, canviaria completament el seu personatge. No obstant això, era impossible negar la reentrada penitent a l'Església i les obligacions religioses de Gregori obvien els interessos polítics.
La supressió de la sentència no va suposar una reconciliació real i no hi havia cap base per resoldre la gran qüestió en joc: la de la investidura. Un nou conflicte era inevitable pel simple fet que Enric IV, per descomptat, considerava anul·lada la sentència de deposició juntament amb la d'excomunió; mentre que Gregori, per la seva banda, tenia la intenció de reservar la seva pròpia llibertat d'acció i no donava cap suggeriment sobre la qüestió a Canossa.

#### L'antirei i la segona excomunió de l'emperador

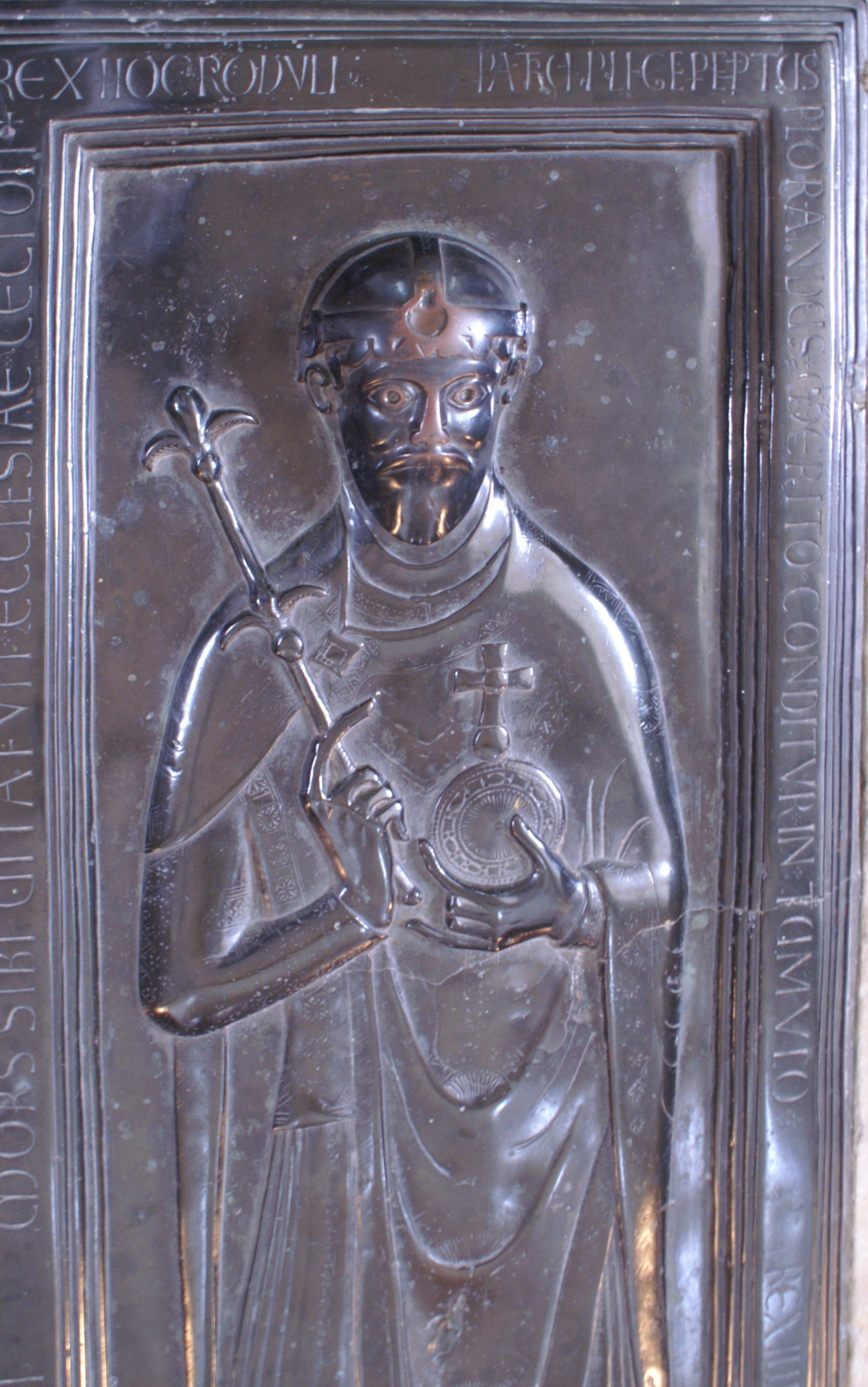
L'antirei Rodolf de Suàbia

Mentre Enric IV encara era a Itàlia i negociava l'absolució de l'excomunió, els nobles alemanys que s'hi oposaven es van unir contra ell. No només van perseverar en la seva política fins i tot després de l'absolució, sinó que el 15 de març de 1077 van arribar a instal·lar un rei rival en la persona del duc Rodolf de Suàbia. Els llegats papals presents a les eleccions eren aparentment neutrals i el mateix Gregori va intentar mantenir aquesta actitud en els anys següents. Aquesta posició va ser facilitada per l'equivalència que les dues faccions van mostrar en aquell moment, cadascuna buscant un avantatge decisiu que portés al papa al seu costat. Tanmateix, aquesta neutralitat aviat li va costar la pèrdua de gran part de la confiança de les dues parts.
Al juny, Enric va excloure Rodolf de l'imperi i va començar a enfrontar-se a ell en el que normalment es coneix com la gran revolta dels saxons, que va patir immediatament dues derrotes: el 7 d'agost de 1078 en la batalla de Mellrichstadt i el 27 de gener de 1080 a la de Flarchheim. En conseqüència, Gregori va optar per fer costat al vencedor, l'antirei Rodolf, abandonant la política d'esperar. El 7 de març de 1080 es va pronunciar novament per la deposició i excomunió d'Enric.

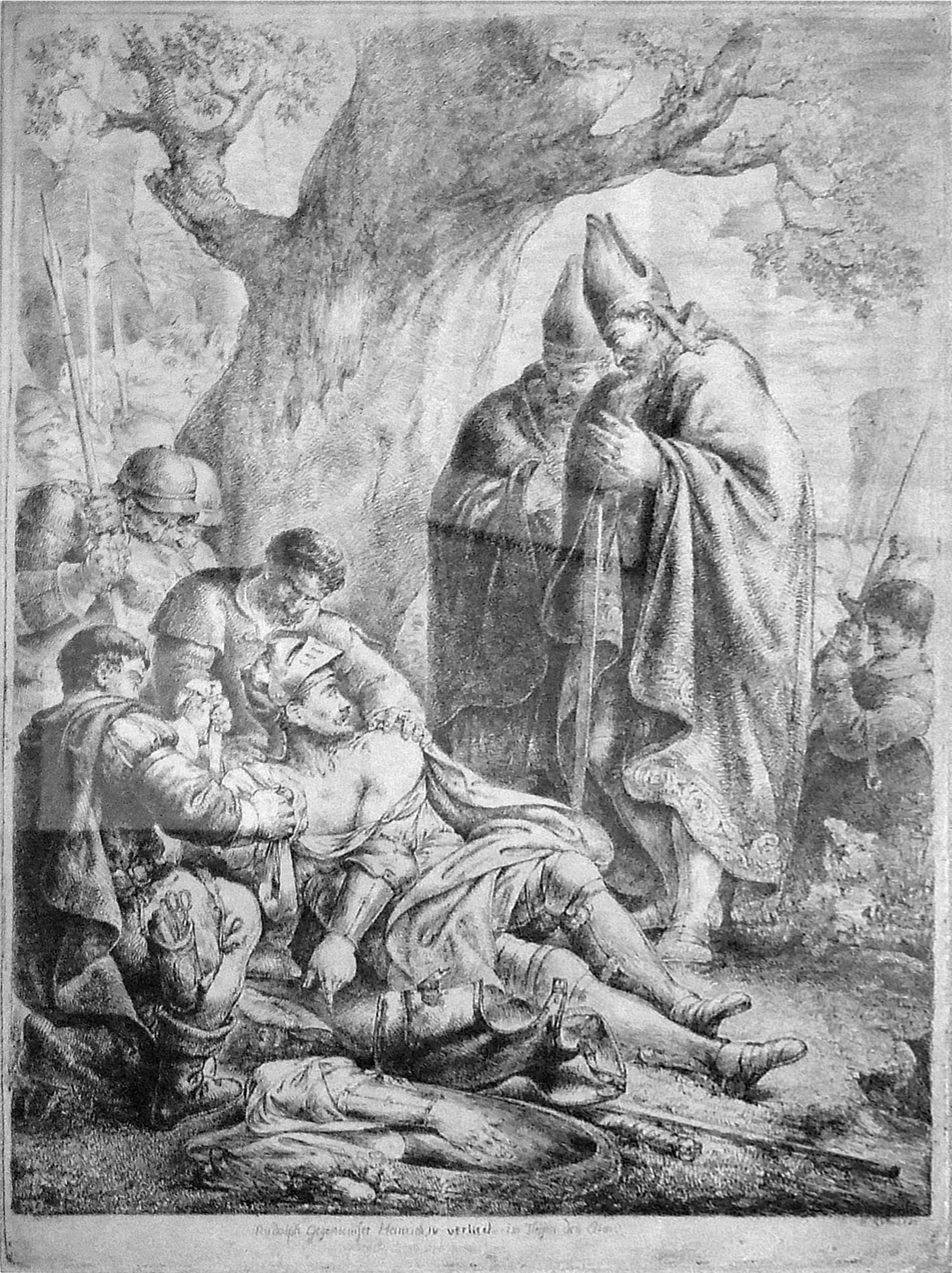
Rudolf de Suàbia ferit de mort

La segona condemna papal, però, no va tenir les mateixes conseqüències que l'anterior. El rei, més experimentat, va afrontar el xoc amb el pontífex amb gran vigor, negant-se a reconèixer la sentència i reclamant la seva il·legalitat. Va convocar un concili de l'episcopat alemany a Bressanone; Ugo Candido va tornar a ser el protagonista acusant el pontífex d'assassí i d'heretge. El 26 de juny de 1080, Enric IV va declarar destituït Gregori i va nomenar l'arquebisbe Guibert de Ravenna com a nou pontífex. A la batalla de lHohenmölsen del 14 d'octubre següent, Rodolf va ser mort.
Mentrestant, el pontífex s'havia reunit a Ceprano amb el duc normand Robert Guiscard, l'excomunió de 1075 del qual havia estat retirada, on s'estipulà un tractat. Amb això, el títol de duc es va retornar a Roberto i la Santa Seu va renunciar definitivament als antics territoris de l'Imperi Romà d'Orient al sud d'Itàlia, adquirint tanmateix un fort aliat militar. Per tant, els normands es van convertir en vassalls del papat, obligats a pagar un pagament periòdic i, sobretot, a garantir l'ajut a l'Església per "mantenir, adquirir i defensar les regals de Sant Pere i les seves possessions […] per mantenir la el papat romà de manera segura i honorable ".

#### L'emperador a Itàlia i el saqueig de Roma

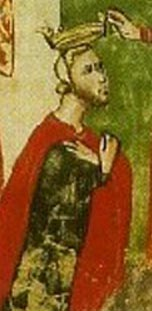
Robert d'Hauteville, conegut com "il Guiscardo""

El 1081, Enric, amb la força de la victòria sobre Rodolfo l'any anterior, va obrir el conflicte contra Gregori a Itàlia. Després va travessar els Alps i el febrer de 1082 va arribar a les portes de Roma on va iniciar negociacions infructuoses. Llavors Enric va intentar fer servir la força incendiant la basílica del Vaticà, però en fracassar en l'intent va decidir tornar replegar-se a la ciutat de Sabina. Amb el nou any, 1083, Enric va tornar a l'atac i va aconseguir travessar les muralles de la ciutat lleonina obligant Gregori VII a refugiar-se al Castell de Sant'Angelo. El rei va romandre a Roma fins a finals de tardor, i després va tornar a casa amb la seguretat que tenia a les seves mans la capital del cristianisme occidental. En els mesos següents, Gregori VII va convocar un sínode de bisbes en què Enric no va ser excomunicat explícitament, sinó "tots aquells" que havien impedit la participació dels bisbes propers a la Santa Seu.
Sabent-ho, Enric va tornar a entrar a Roma el 21 de març de 1084. Tota la ciutat estava a les seves mans, excepte Sant'Angelo, on el papa Gregori va continuar resistint. La majoria dels cardenals, però, havien donat l'esquena al papa i en un concili a Sant Pere, convocat pel 24 de març per jutjar el papa, Gregori VII va ser excomunicat i destituït. Després, a Sant Joan del Laterà, Guiberto di Ravenna va ser elegit successor, prenent el nom de Climent III. El 31 de març, Climent va coronar Enric IV com a emperador.

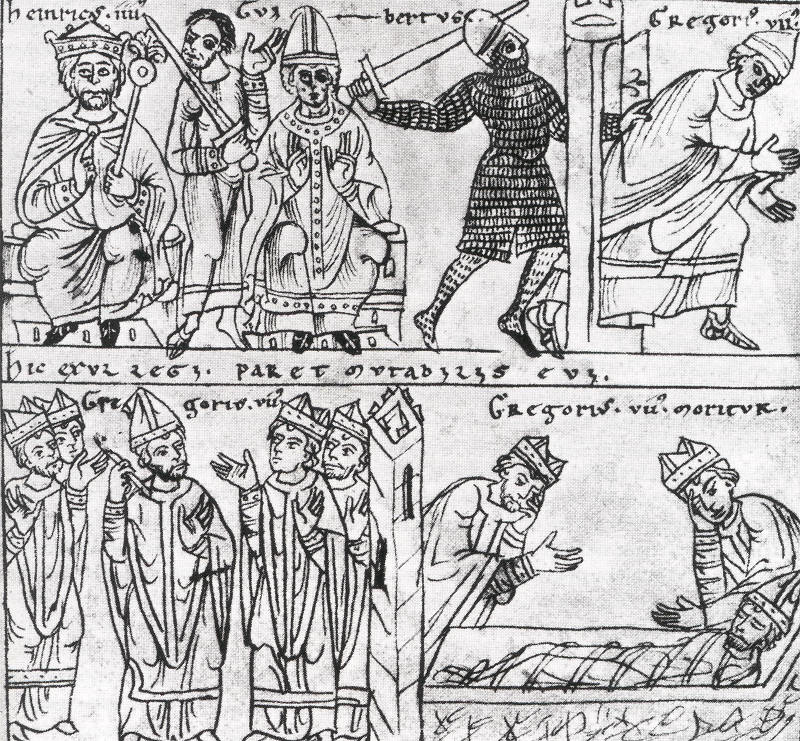
L'antipapa Climent III (centre) amb l'emperador Enric IV. Mort de Gregori VII

Després d'uns mesos de setge i de negociacions infructuoses, Gregori VII va enviar una petició de rescat a Robert d'Hauteville, duc de la Pulla i Calàbria. En saber-ho, l'antipapa Climent III i Enric IV van abandonar Roma. Arribats a Roma, els normands, després d'un breu setge, van alliberar el papa Gregori i es van lliurar a la devastació de la ciutat, fent-se responsables del saqueig i la destrucció pitjors que els del saqueig gòtic del 410 i el dels lansquenets de 1527. Hugues de Flavigny, relatant aquells fets, va parlar de grans crims, violacions i violències comeses contra innocents i culpables.
La catàstrofe que havia colpejat la Ciutat Eterna fou el cop definitiu que destruí definitivament el vincle entre Gregori VII i Roma. Als ulls dels romans no representava res més que l'home que els havia provocat una sèrie de desgràcies. Gregori va entendre que quan les tropes normandes tornessin als seus territoris, els romans complotarien la seva venjança contra ell. Per tant, va decidir, el juny de 1084, abandonar Roma arran de les tropes d'Altavilla i marxar cap al sud. Roma havia quedat sense vigilància: era fàcil per a Climent III, pendent del desenvolupament dels esdeveniments, tornar a prendre possessió de la ciutat.

### Exili a Salern i els darrers anys
| «                                         | I la seva mort va ser com una violenta tempesta, acompanyada de calamarsa, tant que tothom esperava morir per aquesta terrible tempesta. | » |
| — (Lupo, Annales Lupi Protospatharii, 215 | |   |

Gregori VII va passar els darrers anys de la seva vida a Salern, una ciutat pertanyent als dominis de Roberto d'Altavilla. Va consagrar la catedral i cap a finals d'any va convocar el seu darrer concili, en el qual va renovar l'excomunió contra Enric IV i Climent III.

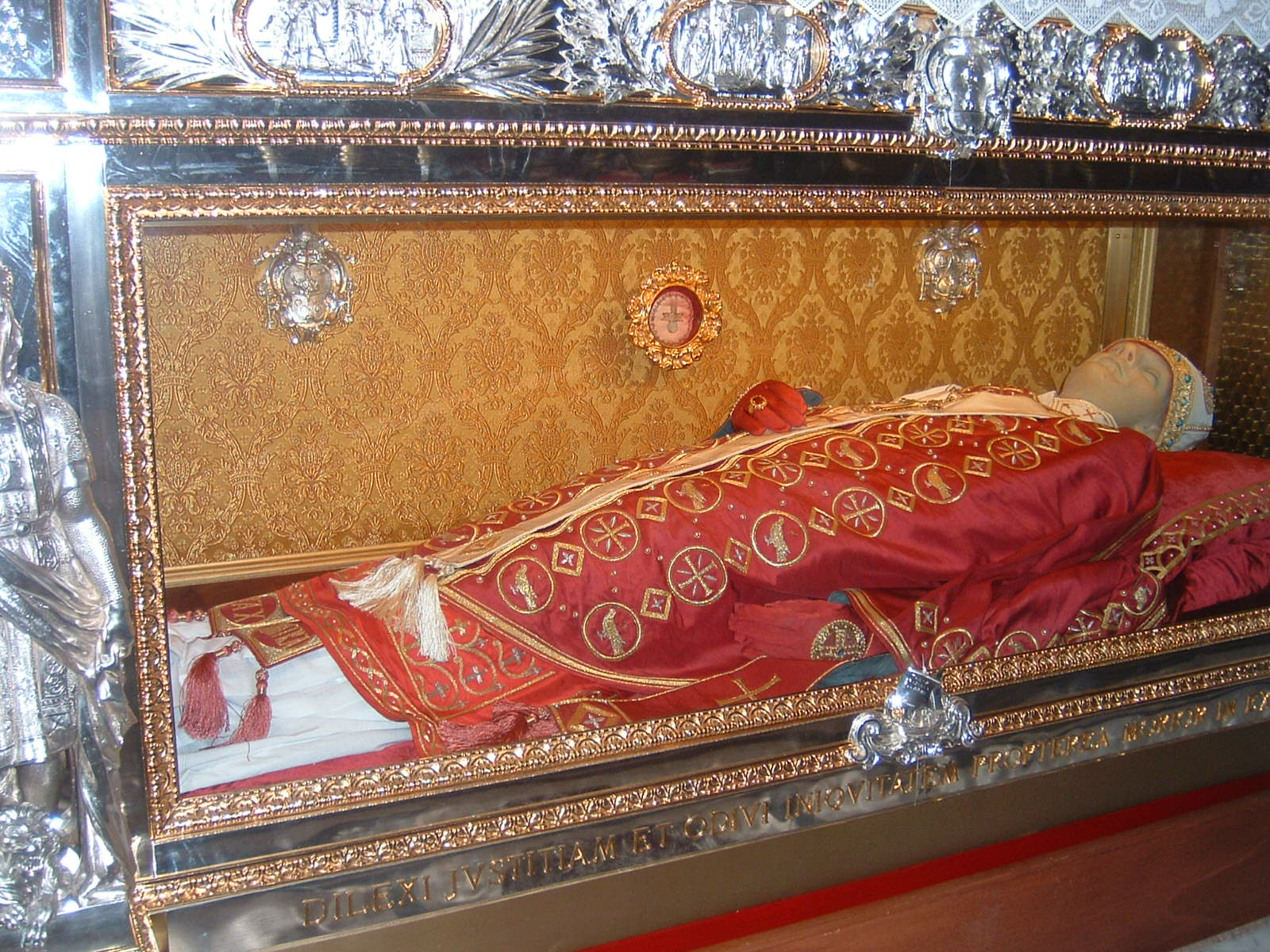
Urna de Gregori VII a la catedral de Salern; el sarcòfag romànic original s'ha substituït per una caixa de plata moderna, amb l'epitafi llatí gravat a la banda inferior..

### Mort i enterrament
El 25 de maig de 1085, Gregori va morir després d'una malaltia que l'havia afectat a principis d'any. Va ser sebollit amb vestits pontificals en un sarcòfag romà del segle iii. Els romans i diversos dels seus partidaris més confiats l'havien abandonat i els seus seguidors a Alemanya havien disminuït fins a un nombre reduït. A la seva tomba es va esculpir la frase Dilexi justitiam et odivi iniquitatem propterea morior in exilio ("He estimat la justícia i he odiat la iniquitat: per tant, estic morint a l'exili"), segons la tradició que ell mateix havia pronunciat en el moment de la mort.

## Impacte de la "reforma gregoriana"

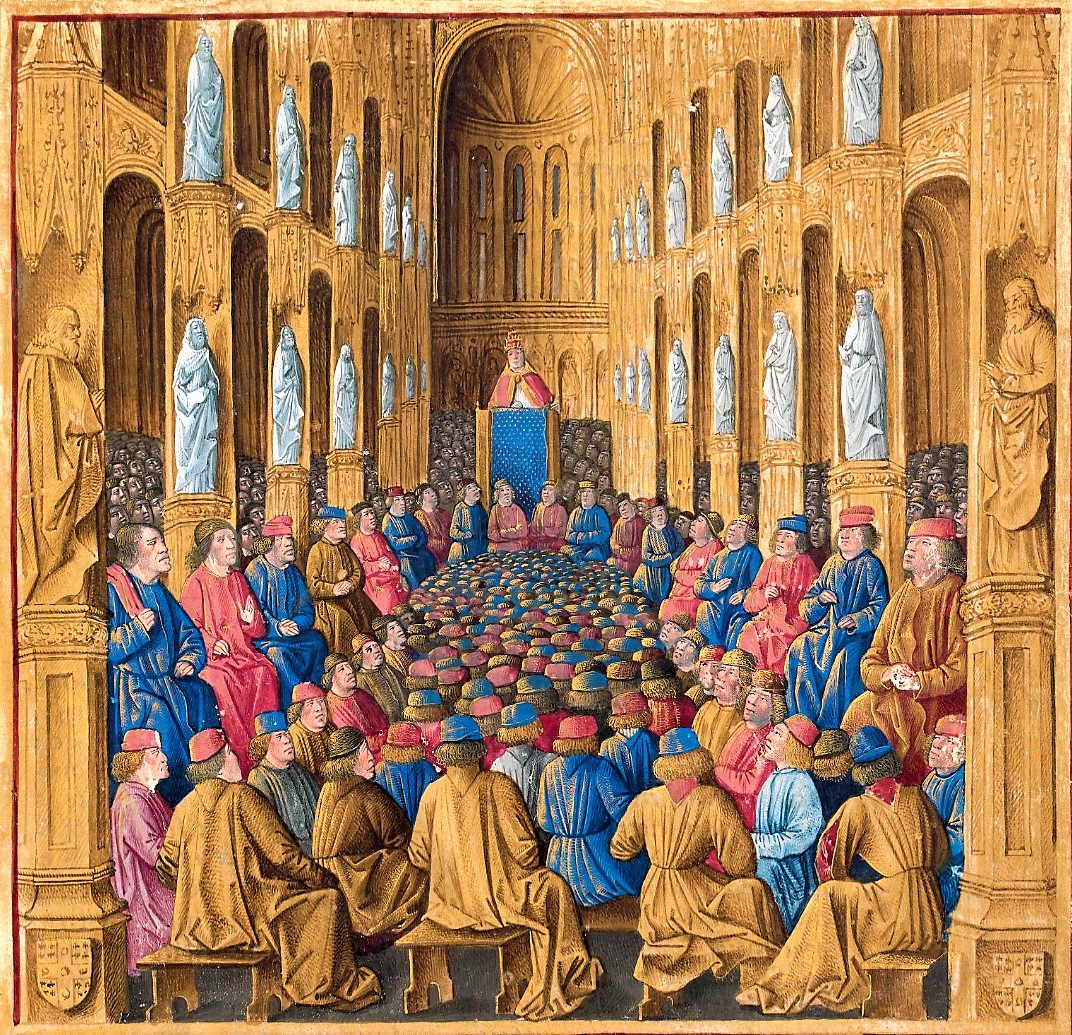
El papa Urbà II predica la Primera Croada durant el concili de Clermont. A finals del el poder de l'Església havia crescut tant que va arribar a dirigir la política occidental com quan va donar impuls al fenomen de les croades.

Malgrat la derrota final de Gregori, l'anomenada "reforma gregoriana" i la lluita de les investidures van augmentar molt el poder del papat, que ja no estava sotmès a l'emperador, conquerint la libertas ecclesiae reivindicada durant un temps. Durant el seu pontificat "el concepte de primacia absoluta del papa de Roma en el context de l'església es va afirmar amb proves sense precedents", tant que l'estructura organitzativa eclesiàstica va canviar d'un model horitzontal a un model piramidal amb el pontífex com a "vèrtex únic i indiscutible ". A més, la Santa Seu es va trobar al capdavant dels estats vassalls, deutors d'un impost anual, compost principalment per principats normands del sud d'Itàlia, de la Marca Hispànica i dels principats situats a l'est a les regions de la costa dàlmata, a Hongria i a Polònia. Fins i tot el poderós ordre cluniacienc es va reforçar i, al mateix temps, van néixer nous ordres com els camaldolesos, els cartoixans i els cistercencs, tots partidaris de la reforma i del papat.
El poder polític i econòmic d'aquests ordres monàstics, en particular el cluniacenc primer i després el cistercenc, va ser tal que acabarà influint directament en les decisions dels prínceps. En el seu moment àlgid, l'església va arribar a dirigir la política social de l'Occident cristià, de la qual el començament de les croades n'és un clar exemple. No obstant això, tot i respectar la tradicional divisió cristiana entre Cèsar i Déu, el poder es compartia entre el papat i les autoritats seculars. D'altra banda, el creixement econòmic sostingut del qual Occident va ser protagonista no va trigar a fer sortir una classe burgesa que es va anar consolidant com una nova força dins del sistema tripartit propi de la societat feudal, antigament compost només per clergues, nobleses i poble. La crisi del poder imperial, que va durar molt de temps fins a l'aparició d'emperadors autoritaris com Frederic Barbaroja, va contribuir, segons molts historiadors, al naixement d'estats nacionals i, al nord d'Itàlia, de municipis medievals. Finalment, també es va subratllar com la reforma gregoriana, i més generalment la reforma del segle xi, va contribuir al fenomen conegut com a "renaixement del segle xii".

## Gregori i la seva "croada"
A partir de mitjan segle xi es va formar un pensament gregorià de reconquesta i alliberament cristià de l'Església catòlica. Ja el 1074 Gregori VII havia concebut un projecte de croada, articulat com a resposta a l'expansió islàmica. De fet, després de la derrota de les tropes romanes d'Orient en la batalla de Mantziciert el 1071 per part dels turcs seljúcides, l'Imperi Romà d'Orient havia perdut una gran part de Síria, deixant una porta oberta al poble musulmà cap a Anatòlia.
Davant d'aquesta situació, Gregori va veure aquest progrés dels turcs en detriment del cristianisme oriental "el signe de l'acció del diable" decidit a destruir el cristianisme, devastant-lo des de dins amb l'heretgia i la corrupció dels eclesiàstics. Aquesta demonització dels "sarraïns" per part dels eclesiàstics cristians va ser el fruit d'una construcció retòrica adversa a l'Islam que va existir des dels seus inicis i de la qual Isidor de Sevilla i l'Apocalipsi de Pseudo-Metodi són considerats els precursors.
En reacció a aquests fets, el papa Gregori va arribar a considerar la possibilitat de dirigir personalment un exèrcit a Jerusalem per ajudar els cristians d'Orient. En aquesta perspectiva, va escriure, el 12 de febrer de 1074, a diversos prínceps perquè es posessin "al servei de Sant Pere" oferint-li l'assistència militar que li devien i que li havien promès. L'1 de març següent va tornar a aquest projecte amb una carta dirigida a "tots aquells que vulguin defensar la fe cristiana". El 7 de desembre del mateix any, Gregori va reafirmar les seves intencions en una carta a Enric IV, en què recordava el patiment dels cristians informant a l'emperador que estava disposat a anar personalment al Sant Sepulcre de Jerusalem al capdavant d'un exèrcit de 50.000 homes. Una setmana més tard, es va tornar a dirigir a tots els seus fidels perquè els exhortessin a ajudar els cristians d'Orient a combatre els infidels. Finalment, en una carta datada el 22 de gener de 1075, Gregori va expressar el seu profund desànim a Hug de Cluny, lamentant totes les "desgràcies" que aclaparaven l'Església: el cisma grec a l'Est, l'heretgia i la simonia a Occident, el Turc al Pròxim Orient i, finalment, la inèrcia dels prínceps europeus davant de tot això.
Aquest projecte de "croada" mai es va dur a terme en vida de Gregori VII; de fet, les idees de la guerra santa encara no havien convençut els cristians occidentals per unanimitat, però després van ser represes pel papa Urbà II que, amb motiu del Concili de Clermont el 1095, va donar un impuls al que es coneixerà com la Primera Croada.

## Relacions amb els regnes cristians
Tot i que a mitjans del segle ix l'horitzó geogràfic del papat s'havia expandit fins a molt més enllà de Roma, el pontificat de Gregori VII també és recordat per les relacions intenses i complexes que es van emprendre amb els governants d'Europa; la seva correspondència va arribar a Polònia, Bohèmia i Rússia. Va escriure amistosament al rei musulmà de Mauritània i va intentar sense èxit portar l'església armènia a la comunió amb Roma. Gregori VII, però, no va viatjar molt durant el seu pontificat, preferint confiar en llegats papals de la seva confiança, com Hug de Cluny, Hug de Die i Amato d'Oleron, a qui va conferir poders molt amplis en les seves missions.
Gregori estava particularment interessat en les esglésies ortodoxes orientals. El cisma entre Roma i l'Església romana d'Orient va suposar un fort cop per a ell i va treballar durant molt de temps per restablir les relacions fraternals anteriors mantenint el contacte amb l'emperador Miquel VII. Quan les notícies de l'atac àrab als cristians orientals van arribar a Roma i va augmentar la vergonya política de l'emperador romà d'Orient, Gregori va concebre el projecte d'una gran expedició militar i va instar els fidels a participar en la reconquesta de la basílica del Sant Sepulcre.
En les relacions amb altres estats europeus, la intervenció de Gregori va ser molt més moderada que la seva política envers els prínceps alemanys. El xoc amb el Sacre Imperi Romanogermànic, d'una banda, li va deixar poca energia per afrontar enfrontaments similars simultàniament i, per l'altra, tenia característiques particulars, inclosa la pretensió imperial d'elegir i destituir papes. Fins i tot Felip I de França, amb la seva pràctica de la simonia i la violència de les seves accions contra l'Església, va provocar una amenaça de mesures punitives: l'excomunió, la deposició i la prohibició van aparèixer imminents el 1074. No obstant això, Gregori va evitar traduir les amenaces en accions, encara que l'actitud del rei no va mostrar cap canvi.
A Anglaterra, Guillem el Conqueridor també es va beneficiar d'aquest estat de coses. Es va sentir tan segur que va interferir autocràticament en el funcionament de l'Església, prohibint als bisbes viatjar a Roma, nomenant bisbes i abats, i quedant impertorbable quan el papa li va donar conferències sobre les seves opinions sobre les relacions estat-església; o quan li va prohibir el comerç o li va ordenar que es reconegués com a vassall de la Seu Apostòlica. Gregori no tenia cap poder per obligar el rei anglès a canviar les seves polítiques eclesiàstiques, de manera que va optar per ignorar allò que no podia aprovar i fins i tot va trobar oportú tranquil·litzar-lo del seu afecte patern.

## Consistoris per a la creació de nous cardenals
Durant el seu pontificat, el papa Gregori VII va crear 31 cardenals al llarg de nou consistoris diferents.